# Nemeskéri-Kiss Sándor
Nemeskéri-Kiss Sándor (nevét változatosan használta: a nemeskéri Kiss Sándor és a Nemeskéri Kiss Sándor is előfordult; Göd, 1884. május 14. – Budapest, 1958. április 10.) császári és királyi kamarás, földbirtokos, magyar vadász, utazó, diplomata.

## Élete
A római katolikus nemesi származású Nemeskéri Kiss család leszármazottja. Édesapja nemeskéri Kiss Pál (1856–1928), császári és királyi kamarás, államtitkár, gödi földbirtokos, anyja, gróf szapári, muraszombathi és széchyszigeti gróf Szapáry Vera (1863–1936) volt. Az apai nagyszülei nemeskéri Kiss Miklós (1820–1902), az 1848–49-es forradalom és szabadságharc honvéd ezredese, földbirtokos, és a francia főnemes Mathilde Le Charron őrgrófnő (1820–1896) voltak; az anyai nagyszülei gróf Szapáry István (1829–1902), Pest-Pilis-Solt-Kiskun vármegye főispánja, földbirtokos, és gróf rádai Ráday Borbála (1835–1898) voltak. Nemeskéri-Kiss Sándor öccse, vitéz nemeskéri Kiss Géza (1886–1974), császári és királyi kamarás, királyi fővadászmester, máltai lovag, földbirtokos volt. Húguk nemeskéri Kiss Margit (1891–1976), akinek az első férje, gróf bethleni Bethlen Károly (1889–1916), majd a második 1927-től Szahlender Béla (1874–1955) altábornagy volt.
A Budapesti Tudományegyetemen végzett jogász-történészként, majd gazdálkodási gyakorlati éveit Mezőhegyesen töltötte, ezt követően a Magyaróvári Mezőgazdasági Akadémián szerzett oklevelet. 1919-ben a Földművelésügyi Minisztériumban kezdett dolgozni. Az első világháború idején katonatisztként szolgált, majd 1919-től lépett külügyi szolgálatba. 1920-tól két hónapon át tagja volt annak a küldöttségnek, mely a trianoni békeszerződés aláírására érkezett Franciaországba. Elsősorban fordítási feladatai voltak, de mezőgazdasági ismeretei révén Somssich László titkáraként is dolgozott. Feljegyezték róla, hogy jó kedélyével a delegáció "hangulatfelelőse" volt. Az erre az időszakra vonatkozó emlékiratait Neuilly és Trianon. Derűs emlékek egy komor küldetésről című könyvében tette közzé.
1921-ben kapta megbízását a szófiai nagykövetség felállítására és II. tanácsosi rangban, ügyvivőként való vezetésére. Kivételesen hosszú ideig, 1929-ig - nyolc éven át - vezette a missziót anélkül, hogy követi rangot kapott volna; mindvégig ügyvivő maradt. Bulgáriából való távozásakor a Dnevnik című bolgár lap sajnálkozott a távozása miatt és méltatta Nemeskéri tevékenységét, III. Borisz bolgár cár pedig kitüntette. 1929. április 25-én megbízták a stockholmi követség vezetésével, akkreditálva Dániában és Norvégiában is (megbízólevél átadása: 1929. június 1-jén). Svédországban szintén ügyvivőként vezette a követséget, majd 1932. február 1-jével hazarendelték a központba. 1934-ig a külügyminiszter közvetlen rendelkezése alatt dolgozott, majd 1933. november 16-án megbízták a helsinki követség vezetésével. itt is ügyvivőként vezette a képviseletet, míg 1934. április 3-án kinevezték követté, akkreditálva egyúttal Litvániában, Észt- és Lettországban is. 1937. május 31-ével felmentették, július 1-gyel pedig áthelyezték a Külügyminisztériumba, ahol ismét a miniszter közvetlen rendelkezése alatt állt 1939. július 1-jei nyugdíjba vonulásáig. Ettől kezdve elsősorban emlékiratainak, vadászati könyveinek megírásával foglalatoskodott.
Diplomataként jelentős döntés, közreműködés nem fűződik a nevéhez, bár feljegyzik róla, hogy a Bulgária szomszédságában, az 1920-as években történt hadmozdulatok iránt nagy volt az érdeklődés Magyarországon, melyekről katonaviselt múltjából adódóan igen szakszerű és hasznos jelentéseket küldött. Annál maradandóbb volt vadászati és természetvédelmi tevékenysége. Szakíróként közmegbecsülésnek örvendett, kedélyességét, anekdotázó képességét még évekig emlegették kortársai, akik személyesen ismerhették. Élete utolsó éveiben a Madártani Intézetnek készített fordításokat, halálhíréről is a szervezet szaklapja számolt be egyedül.
1945-ben gödi kúriájukat el kellett hagyniuk, ekkor átmenetileg a szintén gödi, Bajcsy-Zsilinszky Endre utcai istállók mellett álló lakások egyikébe költöztek (1983-ban lebontották).

## Házasságai és leszármazottjai
Budapesten 1910. április 28-án feleségül vette a főnemesi körösszeghi és adorjáni gróf Csáky családnak a sarját körösszegi és adorjáni gróf Csáky Irmát (Kluknó, Szepes vármegye, 1880. július 25.–Göd, 1945. november 13.), akinek a szülei körösszegi és adorjáni gróf Csáky Lajos, 1845–1918), Szepesföpd ura, és Szepes vármegye örökös főispánja, országgyűlési képviselő, földbirtokos, és báró Seraphine Lo-Presti de la Fontana d’Angioli (1855–1929) voltak. Nemeskéri Kiss Sándor és gróf Csáky Irma frigyéből született:
- nemeskéri Kiss Ilona (*Budapest, 1913. október 23.). Férje, pákai Pákey Lajos (Kolozsvár, 1892. október 3.–Budapest, 1964. szeptember 13.)
- nemeskéri Kiss Béla Pázmán (Budapest, 1919. november 1.–Budapest, 1945. február 5.), okleveles gazda, és okleveles mezőgazda. Nőtlen.

A második feleségét, gróf galántai Esterházy Mónikát (Csákvár, 1928. április 20.) Budapesten 1954. december 20-án vette el. A menyasszony szülei gróf galántai Esterházy Móric, (1881–1960), földbirtokos, és gróf nagykárolyi Károlyi Margit (1896–1975) voltak. A második házasságból nem született gyermeke nemeskéri Kiss Sándornak.

## Kitüntetései
- Szent Sándor Rend I. és II. osztálya, főtiszti jelvénye[22]

## Művei
- Egyszer volt…: egy vadászember emlékeiből, Budapest : Vajna, [1939] 320 o.
- Röptében: egy magyar diplomata emlékeiből – Vajna és Bokor 1940, 358 o.
- Pipaszó : derűs emlékek egy változatos életből – Vajna és Bokor 1941, 360 o.
- Figyeltem: emberek, állatok, gyerekek, asszonyok – Budapest: Vajna és Bokor 1942, 284 o.
- –Hol nem volt… – Vajna és Bokor [1943] Budapest, 437 o.
- Amit az ember el nem felejt (Bársony István előszavával) Budapest : Hadium Kiadó, [s. a.] 177 o.